# 〜緒方vs土門〜MOEMOE・漢組!
緒方vs土門 MOEMOE♥漢組!（おがたばーさすどもん もえもえ おとこぐみ）は、｢M.O.bay -emou.net-｣と「ランティスウェブラジオ」にて2年間配信されていたインターネットラジオ番組。パーソナリティは、緒方恵美と土門仁。
- 2005年 4月から 同年 9月まで 緒方vs土門 MOEMOE♥漢組!         へと番組名が変更された。(全26回)
- 2005年10月より 06年 3月まで 緒方vs土門 MOEMOE♥漢組! ぐれ～と へと番組名が変更された。(〃)
- 2006年 4月より 同年 9月まで 緒方vs土門 MOEMOE♥漢組! すま～と へと番組名が変更された。(〃)
- 2006年10月より 07年 3月まで 緒方vs土門 MOEMOE♥漢組! すい～と へと番組名が変更された。(〃)
- 2005年 3月まで 旧シリーズ 緒方vs土門 UKIUKIミ☆漢組! シリーズ配信。
- 2007年 4月より 新シリーズ 緒方恵美の薔薇色天獄 へ。

## 概要
- 配信サイト：M.O.bay、ランティスウェブラジオ
- 配信日：金曜日

## コーナー
- オープニングポエム
- MOEMOE♥Mail
- カメ頭の現代用語のカメ知識／現代用語のカメ知識ぐれ～と!(ぐれ～と)／電脳用語のカメ知識(すま～と)／かめでも使える英熟語(すい～と)
- 激!新宿硬派野郎
- 滅!原宿特攻野郎
- ワルピーレよ。
- 近代のたまご／金色のあタマ(ぐれ～と)／筋トレ tAMaO-Le!(すま～と)／金策で鉄砲玉さ(すい～と)
- 出所祝い